# Nehalennia integricollis
Nehalennia integricollis là một loài chuồn chuồn kim trong họ Coenagrionidae.
Nehalennia integricollis được Calvert miêu tả khoa học năm 1913.